# Nesoclopeus poecilopterus
Nesoclopeus poecilopterus là một loài chim thuộc họ Rallidae. Đây là loài đặc hữu Fiji và được sưu tập lần cuối vào khoảng năm 1890 ở Viti Levu. Loài này đã được xác định từ 12 mẫu từ thế kỷ 19, nay các mẫu này ở Boston, London và New York. Lần cuối cùng người ta nhìn thấy nó được xác nhận vào năm 1973.

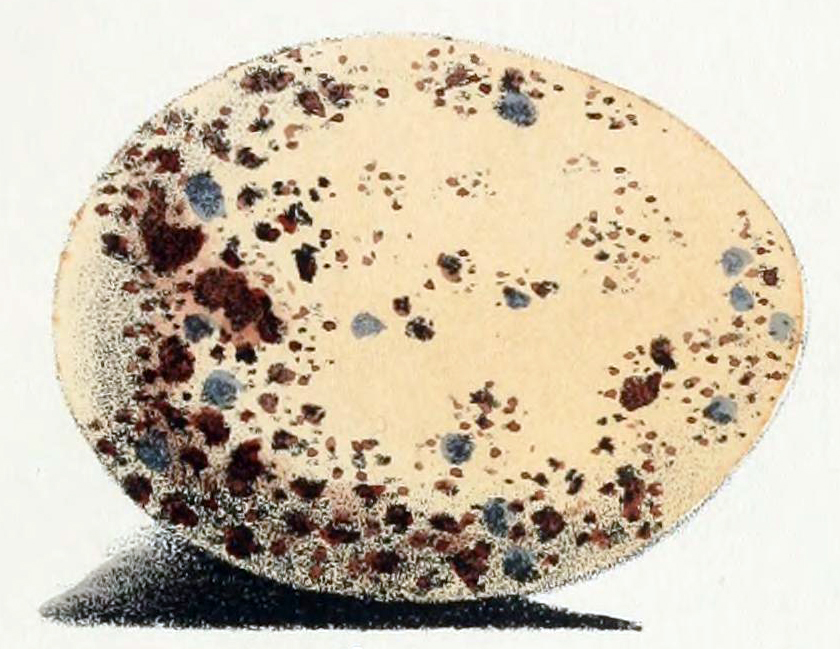
Trứng

Đây là loài sinh sống ở đầm lầu nước ngọt, rừng và làm tổ trên mặt đất trên đảo. Người ta tin rằng chúng tuyệt chủng sau khi du nhập cây mông gut và mèo lên các đảo.